# Partecipanti alla Tirreno-Adriatico 2021
Elenco dei partecipanti alla Tirreno-Adriatico 2021.
La Tirreno-Adriatico 2021 è stata la cinquantaseiesima edizione della corsa. Alla competizione presero parte 25 squadre: le 19 iscritte all'UCI World Tour 2021 e 6 UCI ProTeam.
Ciascuna delle squadre è composta da sette ciclisti, per un totale di 175 accreditati alla partenza.

## Corridori per squadra
Nota: R ritirato, NP non partito, FT fuori tempo, SQ squalificato
| Team BikeExchange           | Team BikeExchange           | Team BikeExchange           | AG2R Citroën Team        | AG2R Citroën Team        | AG2R Citroën Team        | Alpecin-Fenix                      | Alpecin-Fenix                      | Alpecin-Fenix                      |
| --------------------------- | --------------------------- | --------------------------- | ------------------------ | ------------------------ | ------------------------ | ---------------------------------- | ---------------------------------- | ---------------------------------- |
| N°                          | Ciclista                    | Clas.                       | N°                       | Ciclista                 | Clas.                    | N°                                 | Ciclista                           | Clas.                              |
| 1                           | Simon Yates                 | 10°                         | 11                       | Greg Van Avermaet        | 34°                      | 21                                 | Mathieu van der Poel               | 32°                                |
| 2                           | Jack Bauer                  | NP7ª                        | 12                       | Geoffrey Bouchard        | 25°                      | 22                                 | Tim Merlier                        | 115°                               |
| 3                           | Michael Hepburn             | 124°                        | 13                       | Lilian Calmejane         | 143°                     | 23                                 | Xandro Meurisse                    | 107°                               |
| 4                           | Chris Juul Jensen           | 56°                         | 14                       | Nans Peters              | 104°                     | 24                                 | Jonas Rickaert                     | R 5ª                               |
| 5                           | Luka Mezgec                 | 86°                         | 15                       | Michael Schär            | 46°                      | 25                                 | Petr Vakoč                         | 74°                                |
| 6                           | Robert Stannard             | 64°                         | 16                       | Andrea Vendrame          | 66°                      | 26                                 | Otto Vergaerde                     | 132°                               |
| 7                           | Andrej Zejc                 | 76°                         | 17                       | Lawrence Warbasse        | 60°                      | 27                                 | Gianni Vermeersch                  | 88°                                |
| Androni Giocattoli-Sidermec | Androni Giocattoli-Sidermec | Androni Giocattoli-Sidermec | Astana-Premier Tech      | Astana-Premier Tech      | Astana-Premier Tech      | Bahrain Victorious                 | Bahrain Victorious                 | Bahrain Victorious                 |
| N°                          | Ciclista                    | Clas.                       | N°                       | Ciclista                 | Clas.                    | N°                                 | Ciclista                           | Clas.                              |
| 31                          | Mattia Bais                 | 102°                        | 41                       | Jakob Fuglsang           | 21°                      | 51                                 | Mikel Landa                        | 3°                                 |
| 32                          | Alessandro Bisolti          | 99°                         | 42                       | Alex Aranburu            | 30°                      | 52                                 | Pello Bilbao                       | 61°                                |
| 33                          | Matteo Malucelli            | 137°                        | 43                       | Manuele Boaro            | 95°                      | 53                                 | Damiano Caruso                     | 37°                                |
| 34                          | Daniel Muñoz                | 82°                         | 44                       | Fabio Felline            | 14°                      | 54                                 | Eros Capecchi                      | 121°                               |
| 35                          | Simon Pellaud               | 148°                        | 45                       | Hugo Houle               | 13°                      | 55                                 | Mark Padun                         | 122°                               |
| 36                          | Eduardo Sepúlveda           | 36°                         | 46                       | Gorka Izagirre           | R 7ª                     | 56                                 | Jan Tratnik                        | 146°                               |
| 37                          | Natnael Tesfatsion          | 48°                         | 47                       | Davide Martinelli        | 154°                     | 57                                 | Fred Wright                        | 101°                               |
| Bora-Hansgrohe              | Bora-Hansgrohe              | Bora-Hansgrohe              | Cofidis                  | Cofidis                  | Cofidis                  | Deceuninck-Quick Step              | Deceuninck-Quick Step              | Deceuninck-Quick Step              |
| N°                          | Ciclista                    | Clas.                       | N°                       | Ciclista                 | Clas.                    | N°                                 | Ciclista                           | Clas.                              |
| 61                          | Peter Sagan                 | 130°                        | 71                       | Elia Viviani             | 147°                     | 81                                 | Julian Alaphilippe                 | 41°                                |
| 62                          | Giovanni Aleotti            | 45°                         | 72                       | Tom Bohli                | R 3ª                     | 82                                 | João Almeida                       | 6°                                 |
| 63                          | Maciej Bodnar               | 114°                        | 73                       | Jempy Drucker            | R 6ª                     | 83                                 | Kasper Asgreen                     | 58°                                |
| 64                          | Marcus Burghardt            | 92°                         | 74                       | Nathan Haas              | R 3ª                     | 84                                 | Davide Ballerini                   | 87°                                |
| 65                          | Matteo Fabbro               | 5°                          | 75                       | Fabio Sabatini           | 158°                     | 85                                 | Álvaro Hodeg                       | R 6ª                               |
| 66                          | Patrick Konrad              | 27°                         | 76                       | Kenneth Vanbilsen        | 135°                     | 86                                 | Zdeněk Štybar                      | 50°                                |
| 67                          | Daniel Oss                  | 69°                         | 77                       | Attilio Viviani          | 159°                     | 87                                 | Bert Van Lerberghe                 | 108°                               |
| EF Education-Nippo          | EF Education-Nippo          | EF Education-Nippo          | Eolo-Kometa Cycling Team | Eolo-Kometa Cycling Team | Eolo-Kometa Cycling Team | Gazprom-RusVelo                    | Gazprom-RusVelo                    | Gazprom-RusVelo                    |
| N°                          | Ciclista                    | Clas.                       | N°                       | Ciclista                 | Clas.                    | N°                                 | Ciclista                           | Clas.                              |
| 91                          | Sergio Higuita              | 35°                         | 101                      | Manuel Belletti          | NP4ª                     | 111                                | Il'nur Zakarin                     | 31°                                |
| 92                          | Alberto Bettiol             | 84°                         | 102                      | Vincenzo Albanese        | 133°                     | 112                                | Marco Canola                       | 129°                               |
| 93                          | Simon Carr                  | 39°                         | 103                      | John Archibald           | 149°                     | 113                                | Pavel Kočetkov                     | 79°                                |
| 94                          | Lawson Craddock             | R 3ª                        | 104                      | Davide Bais              | 153°                     | 114                                | Roman Kreuziger                    | 77°                                |
| 95                          | Alex Howes                  | 150°                        | 105                      | Mark Christian           | 112°                     | 115                                | Denis Nekrasov                     | 123°                               |
| 96                          | Sebastian Langeveld         | 140°                        | 106                      | Samuele Rivi             | 157°                     | 116                                | Ivan Rovnyj                        | 152°                               |
| 97                          | Tom Scully                  | 151°                        | 107                      | Alejandro Ropero         | 83°                      | 117                                | Simone Velasco                     | 110°                               |
| Groupama-FDJ                | Groupama-FDJ                | Groupama-FDJ                | Ineos Grenadiers         | Ineos Grenadiers         | Ineos Grenadiers         | Intermarché-Wanty-Gobert Matériaux | Intermarché-Wanty-Gobert Matériaux | Intermarché-Wanty-Gobert Matériaux |
| N°                          | Ciclista                    | Clas.                       | N°                       | Ciclista                 | Clas.                    | N°                                 | Ciclista                           | Clas.                              |
| 121                         | Thibaut Pinot               | 43°                         | 131                      | Egan Bernal              | 4°                       | 141                                | Jan Bakelants                      | 40°                                |
| 122                         | Kevin Geniets               | 105°                        | 132                      | Jonathan Castroviejo     | 52°                      | 142                                | Aimé De Gendt                      | 138°                               |
| 123                         | Stefan Küng                 | 73°                         | 133                      | Filippo Ganna            | 71°                      | 143                                | Jan Hirt                           | 81°                                |
| 124                         | Tobias Ludvigsson           | 98°                         | 134                      | Michał Kwiatkowski       | 51°                      | 144                                | Andrea Pasqualon                   | 85°                                |
| 125                         | Valentin Madouas            | 55°                         | 135                      | Salvatore Puccio         | 100°                     | 145                                | Lorenzo Rota                       | 22°                                |
| 126                         | Rudy Molard                 | 16°                         | 136                      | Pavel Sivakov            | 19°                      | 146                                | Pieter Vanspeybrouck               | 117°                               |
| 127                         | Benjamin Thomas             | 59°                         | 137                      | Geraint Thomas           | 24°                      | 147                                | Loïc Vliegen                       | 78°                                |
| Israel Start-Up Nation      | Israel Start-Up Nation      | Israel Start-Up Nation      | Jumbo-Visma              | Jumbo-Visma              | Jumbo-Visma              | Lotto Soudal                       | Lotto Soudal                       | Lotto Soudal                       |
| N°                          | Ciclista                    | Clas.                       | N°                       | Ciclista                 | Clas.                    | N°                                 | Ciclista                           | Clas.                              |
| 151                         | Guillaume Boivin            | 127°                        | 161                      | Wout Van Aert            | 2°                       | 171                                | Tim Wellens                        | 7°                                 |
| 152                         | Guy Niv                     | 63°                         | 162                      | Edoardo Affini           | 144°                     | 172                                | Jasper De Buyst                    | 47°                                |
| 153                         | Jenthe Biermans             | NP7ª                        | 163                      | Tobias Foss              | 15°                      | 173                                | Caleb Ewan                         | R 3ª                               |
| 154                         | Davide Cimolai              | 125°                        | 164                      | Robert Gesink            | 62°                      | 174                                | Frederik Frison                    | 134°                               |
| 155                         | Alessandro De Marchi        | 17°                         | 165                      | Paul Martens             | 155°                     | 175                                | Roger Kluge                        | 131°                               |
| 156                         | Hugo Hofstetter             | 67°                         | 166                      | Timo Roosen              | 72°                      | 176                                | Tosh Van Der Sande                 | 118°                               |
| 157                         | Mads Würtz Schmidt          | 65°                         | 167                      | N. Van Hooydonck         | 93°                      | 177                                | Brent Van Moer                     | 91°                                |
| Movistar Team               | Movistar Team               | Movistar Team               | Team Arkéa-Samsic        | Team Arkéa-Samsic        | Team Arkéa-Samsic        | Team DSM                           | Team DSM                           | Team DSM                           |
| N°                          | Ciclista                    | Clas.                       | N°                       | Ciclista                 | Clas.                    | N°                                 | Ciclista                           | Clas.                              |
| 181                         | Iván García Cortina         | NP6ª                        | 191                      | Nairo Quintana           | 12°                      | 201                                | Romain Bardet                      | 8°                                 |
| 182                         | Dario Cataldo               | 49°                         | 192                      | Thomas Boudat            | 128°                     | 202                                | Nikias Arndt                       | 97°                                |
| 183                         | Nelson Oliveira             | 68°                         | 193                      | Laurent Pichon           | 103°                     | 203                                | Nico Denz                          | NP7ª                               |
| 184                         | Gonzalo Serrano             | 38°                         | 194                      | Thibault Guernalec       | 89°                      | 204                                | Chris Hamilton                     | 29°                                |
| 185                         | Marc Soler                  | 11°                         | 195                      | Kévin Ledanois           | 90°                      | 205                                | Max Kanter                         | NP7ª                               |
| 186                         | Albert Torres               | 142°                        | 196                      | Łukasz Owsian            | 70°                      | 206                                | Joris Nieuwenhuis                  | 94°                                |
| 187                         | Davide Villella             | 42°                         | 197                      | Diego Rosa               | 139°                     | 207                                | Martijn Tusveld                    | 33°                                |
| Team Qhubeka Assos          | Team Qhubeka Assos          | Team Qhubeka Assos          | Total Direct Énergie     | Total Direct Énergie     | Total Direct Énergie     | Trek-Segafredo                     | Trek-Segafredo                     | Trek-Segafredo                     |
| N°                          | Ciclista                    | Clas.                       | N°                       | Ciclista                 | Clas.                    | N°                                 | Ciclista                           | Clas.                              |
| 211                         | Domenico Pozzovivo          | 28°                         | 221                      | Niki Terpstra            | 145°                     | 231                                | Vincenzo Nibali                    | 9°                                 |
| 212                         | Simon Clarke                | 44°                         | 222                      | Niccolò Bonifazio        | 116°                     | 232                                | Giulio Ciccone                     | 26°                                |
| 213                         | Michael Gogl                | NP6ª                        | 223                      | Víctor de la Parte       | 18°                      | 233                                | Emīls Liepiņš                      | 109°                               |
| 214                         | Bert-Jan Lindeman           | 119°                        | 224                      | Lorrenzo Manzin          | 120°                     | 234                                | Matteo Moschetti                   | 156°                               |
| 215                         | Dimitri Claeys              | 113°                        | 225                      | Adrien Petit             | 111°                     | 235                                | Ryan Mullen                        | 136°                               |
| 216                         | Emil Vinjebo                | 96°                         | 226                      | Cristián Rodríguez       | 23°                      | 236                                | Quinn Simmons                      | 54°                                |
| 217                         | Łukasz Wiśniowski           | R 5ª                        | 227                      | Julien Simon             | 53°                      | 237                                | Toms Skujiņš                       | 80°                                |
| UAE Team Emirates           |                             |                             |                          |                          |                          |                                    |                                    |                                    |
| N°                          | Ciclista                    | Clas.                       |                          |                          |                          |                                    |                                    |                                    |
| 241                         | Tadej Pogačar               | 1°                          |                          |                          |                          |                                    |                                    |                                    |
| 242                         | Davide Formolo              | 20°                         |                          |                          |                          |                                    |                                    |                                    |
| 243                         | Fernando Gaviria            | 126°                        |                          |                          |                          |                                    |                                    |                                    |
| 244                         | Rafał Majka                 | 57°                         |                          |                          |                          |                                    |                                    |                                    |
| 245                         | Ivo Oliveira                | 106°                        |                          |                          |                          |                                    |                                    |                                    |
| 246                         | Jan Polanc                  | 75°                         |                          |                          |                          |                                    |                                    |                                    |
| 247                         | Maximiliano Richeze         | 141°                        |                          |                          |                          |                                    |                                    |                                    |